# Лена
Ле́на (якут. Улахан Өрүс — «большая река», якут. Өлүөнэ, Öлÿöнä; бур. Зүлхэ; эвенк. Елюенэ) — река в России, в Восточной Сибири, впадает в море Лаптевых Северного Ледовитого океана, образуя крупнейшую в Арктике дельту. Длина вместе с дельтой — 4400 км. В некоторых случаях указывается длина 4294 км без учёта Быковской протоки (106 км) в дельте Лены. Площадь бассейна — 2,49 млн км². Среднемноголетний сток равен 530,225 км³/год. Четвёртая по длине река Азии.
Протекает по территории Иркутской области и Якутии, некоторые из её притоков относятся к Забайкальскому, Красноярскому, Хабаровскому краям, Бурятии и Амурской области. Лена — самая крупная из российских рек, чей бассейн целиком лежит в пределах страны.
Замерзает в обратном вскрытию порядке — от низовьев к верховьям.

## Этимология
В 1619—1628 годах землепроходцем Пантелеем Пяндой было впервые зафиксировано название этой реки в форме Елюенэ, которое в русском употреблении закрепилось как Лена. Считается, что название реки происходит из эвенкийского языка, на котором названия реки «Елю-Енэ» («Елюенэ», «Линэ») производится от «йэнэ» — «большая река».

## География

Бассейн Лены

По характеру течения различают три участка:

### Верхнее течение (выше устья Витима)
Истоком Лены считается небольшое болото в 15 км от перевала Солнцепадь и в 10 км к западу от Байкала, расположенное на высоте 1470 м у подножия безымянной вершины высотой 2023 м, входящей в Байкальский хребет. Всё верхнее течение Лены до впадения Витима, то есть почти третья часть её длины, приходится на горное Прибайкалье. Расход воды в районе Киренска — 1100 м³/с.

### Среднее течение
К среднему течению относят её отрезок между устьями рек Витима и Алдана, длиной 1415 км. Близ впадения Витима Лена вступает в пределы Якутии и протекает по ней до самого устья. Приняв Витим, Лена превращается в очень большую многоводную реку. Глубины возрастают до 10—12 м, русло расширяется, и в нём появляются многочисленные острова, долина расширяется до 20—30 км. Долина асимметрична: левый склон положе; правый, представленный северным краем Патомского нагорья, круче и выше. По обоим склонам растут густые хвойные леса, лишь иногда сменяемые лугами.
От Олёкмы до Алдана Лена не имеет ни одного значительного притока. Прорезая Приленское плато, более 500 км река течёт в глубокой и узкой долине, врезанной в известняки. Ниже города Покровска Лена выходит на равнину. Как следствие, происходит резкое расширение долины, сильно замедляется скорость течения — она нигде не превышает 1,3 м/с, а большей частью падает до 0,5—0,7 м/с. Только пойма имеет ширину 5—7, а местами и 15 км, а вся долина имеет ширину 20 и более километров.

### Нижнее течение (ниже устья Алдана)

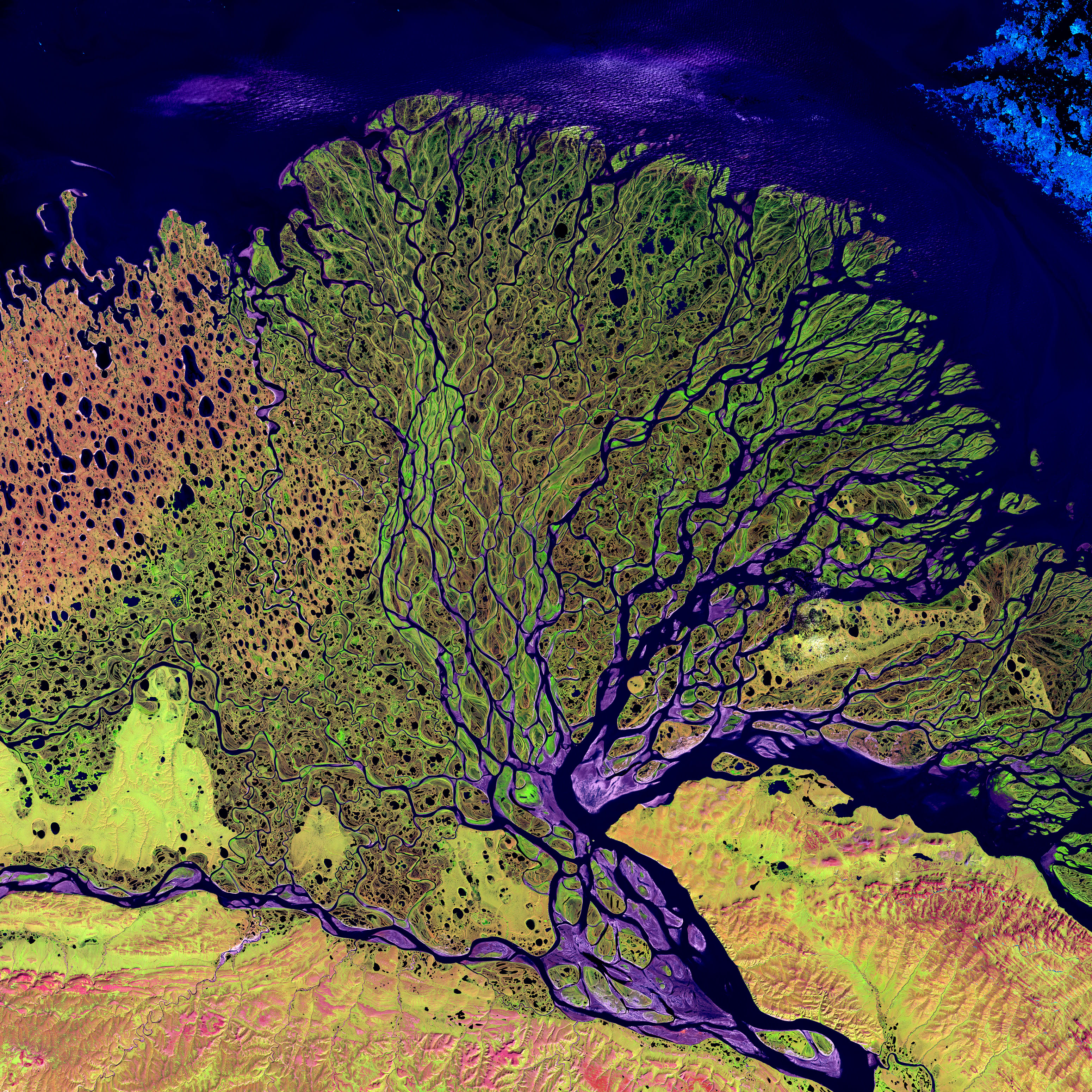
Дельта реки Лена на снимке из космоса (красным подписаны основные протоки)

Ниже Якутска Лена принимает два главных притока — Алдан и Вилюй. Теперь это гигантский водный поток; даже там, где она идёт одним руслом, её ширина доходит до 3 км, а глубина превышает 16—20 м. Там же, где много островов, Лена разливается на 20—30 км. Берега реки суровы и безлюдны. Населённые пункты очень редки.
В нижнем течении Лены её бассейн очень узок: с востока подступают отроги Верхоянского хребта — водораздела рек Лены и Яны, с запада незначительные возвышенности Среднесибирского плоскогорья разделяют бассейны Лены и реки Оленёк. Ниже села Булун реку сжимают подходящие к ней совсем близко Хараулахский хребет с востока и кряж Чекановского — с запада. Примерно в 150 км от моря начинается обширная дельта.

## Гидрология

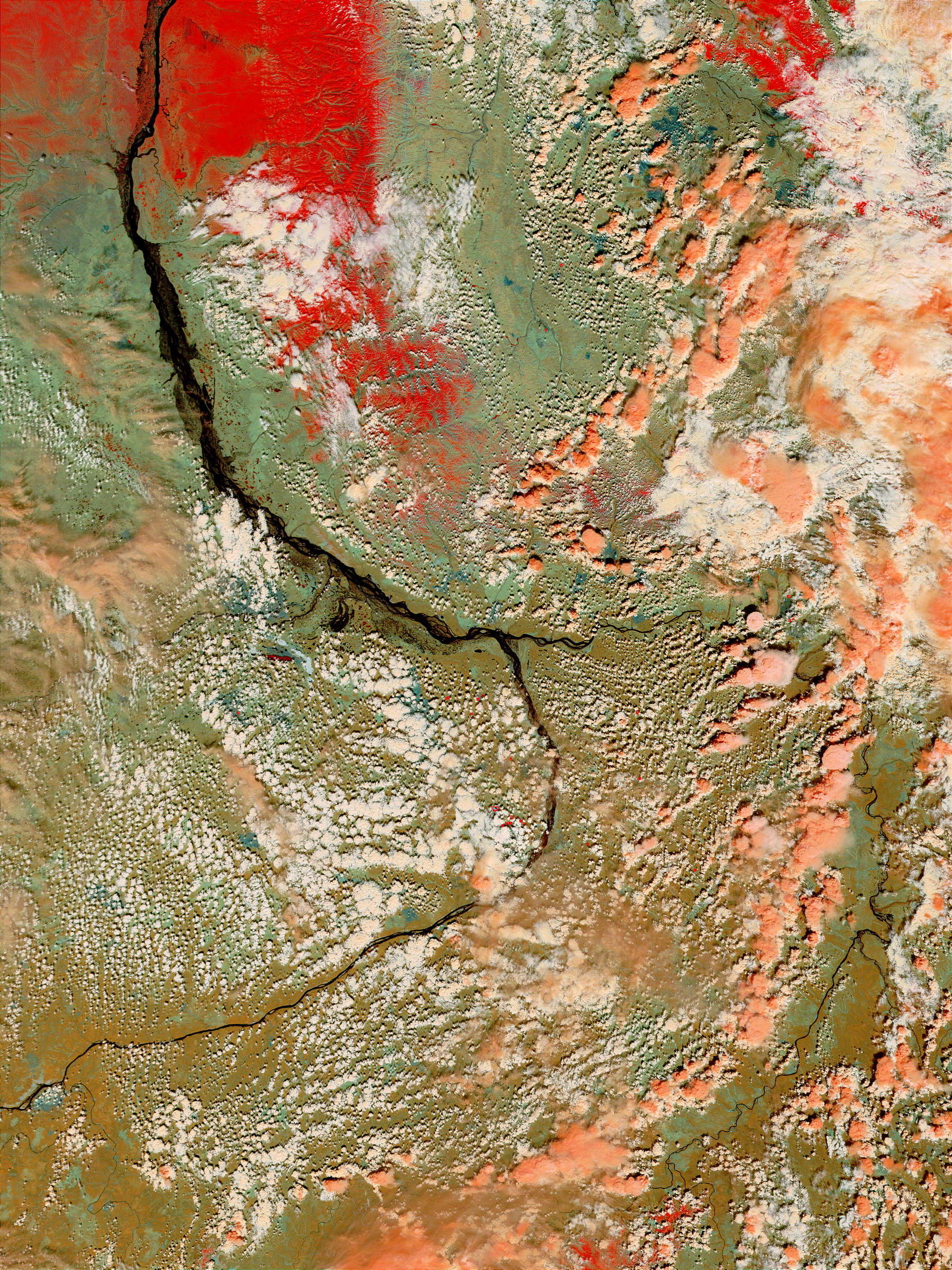
Разлив реки Лены, июнь 2002

Гидрологические данные по расходу воды в устье Лены в разных источниках противоречат друг другу и зачастую содержат ошибки. Дополнительным источником неопределённости является тот факт, что река обладает обширной дельтой площадью 60 000 км² со множеством протоков.
По разным оценкам, годовой сток реки составляет от 489 до 542 км³, что соответствует среднегодовому расходу в устье от 15 500 до 17 175 м³/с. Основное питание, так же как и почти всех притоков, составляют талые снеговые и дождевые воды. Повсеместное распространение вечной мерзлоты в пределах водосбора мешает питанию рек грунтовыми водами, исключением являются только геотермальные источники. Из-за потепления климата многолетнемёрзлые породы в дельте Лены размывались всё сильнее, что привело к увеличению мутности воды с начала XXI века до 2023 года, особенно в протоках Оленёкская и Трофимовская.
В связи с общим режимом осадков для Лены характерны весеннее половодье, несколько довольно высоких паводков летом и низкая осенне-зимняя межень до 366 м³/с в устье. На время весеннего паводка в июне приходится 40 % стока, на период с июня по октябрь — 91 %. Наибольший среднемесячный расход воды в устье наблюдался в июне 1989 года и составлял 104 000 м³/с, максимальный расход воды в устье во время паводка может превышать 200 000 м³/с.
За зимний период на реке образуется 10—20 км³ льда или 3 % от её годового стока. Летом его поступление вместе с большими объёмами паводковой воды в мелкую южную часть моря Лаптевых приводит — как и в случае с другими крупными сибирскими реками — к явлению инверсии, то есть к локальному опреснению моря и к более позднему освобождению от льда его близлежащей акватории.
| Средний расход воды (м³/с) реки Лены по месяцам с 1976 по 1994 гг. (замеры производились на гидрологическом посту на станции «Столб») |

### Изменения годового стока
Минимальный годовой сток, зафиксированный в 1986 году, составлял 402 км³, изменения в течение 65 лет составляли 326 км³ или среднее значение, равное 516 км³, изменялось на 63 %. Как и для большинства крупных рек мира с большой площадью бассейна, для Лены характерны периодические изменения годового стока, которые следуют одиннадцатилетним циклам солнечной активности. Первый тип максимума имеет место примерно на следующий год после начала нового солнечного цикла и может быть объяснен интенсивным таянием наледей и мерзлоты, образовавшейся за прошедшие 2—3 года, а также развитием Арктической осцилляции и увеличением количества осадков в пределах бассейна в зимний период. В данном случае происходит наиболее заметное увеличение стока — например, в 1989 году среднегодовой расход воды составил 23 054 м³/с, что соответствует 728 км³/год. Второй вид максимума менее выражен и имеет место в середине одиннадцатилетнего цикла, характеризуется меньшим весенним паводком и достигается за счет большего количества осадков в летне-осенний период.

### Весеннее вскрытие реки

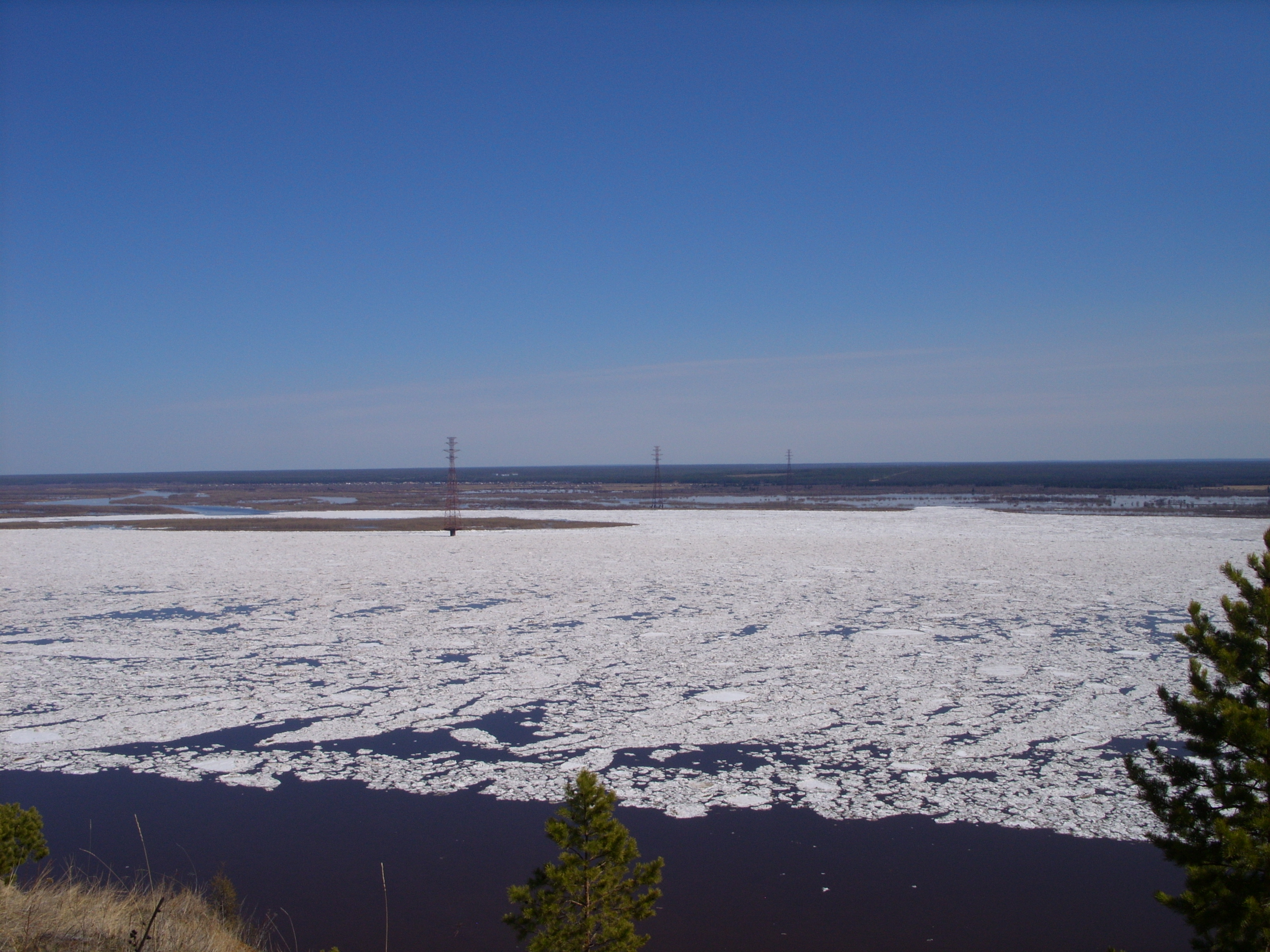
Ледоход на Лене. Вид с Табагинского мыса

Лена отличается от других рек России своим ледовым режимом и мощными заторами льда. Прочный и толстый лёд на реке образуется в условиях чрезвычайно холодной, продолжительной и малоснежной зимы. Весенний ледоход обладает большой мощью, часто сопровождается заторами льда и затоплением значительных территорий. Раньше всего, в конце апреля, начинается весенний разлив в районе Киренска — на верхней Лене — и, постепенно сдвигаясь на север, наступая на ещё скованную льдом реку, доходит в низовья в середине июня. Вода поднимается во время разлива на 6—8 м над меженным уровнем. В низовьях подъём воды достигает 18 м.

### Притоки
Основные притоки Лены: Большой Патом, Чая, Витим, Алдан, Кута, Олёкма, Вилюй, Киренга, Чуя, Молодо, Бирюк, Лунгха, Долгая. Наиболее крупным из них является река Алдан со средним расходом воды в устье 5060 м³/с и площадью бассейна 729 000 км².
Четыре главных притока Лены (в порядке вниз по течению мест их впадений) — Витим, Олёкма, Алдан и Вилюй — резко выделяются на фоне остальных своими размерами.

#### По километражу впадения от устья
- 68 км: Булкур
- 221 км: без названия
- 296 км: Бёсюке
- 383 км: Уэль-Сиктях[29]
- 413 км: Молодо
- 510 км: без названия
- 513 км: Джарджан
- 530 км: без названия
- 530 км: Тёнгюргестях
- 534 км: протока Беликан
  - 534 км: без названия
  - 534 км: Курунг-Юрях
  - 534 км: Сасыр-Юрях
  - 534 км: Тас-Юрях
  - 534 км: Чиерес-Юряге
  - 534 км: Чохчоху-Юряге
- 548 км: без названия
- 551 км: Натара
- 566 км: без названия
- 578 км: без названия
- 581 км: Ого-Унгуохтах
- 603 км: Мэнкэрэ
- 606 км: Моторчуна
- 606 км: Муна
- 620 км: Бабарына
- 620 км: без названия
- 620 км: Кюеленке
- 620 км: Онкучах-Юрэх
- 622 км: Семекит
- 644 км: без названия
- 670 км: без названия
- 670 км: Мысык-Сяне
- 696 км: Кыстатыамка
- 696 км: Хоруонгка
- 700 км: Соболоох-Майан
- 703 км: Ухунку
- 718 км: Атыыр-Айана
- 740 км: Бегидян
- 748 км: Ыныр-Хаята-Юряге
- 754 км: Нуора
- 760 км: без названия
- 760 км: Луктах
- 780 км: без названия
- 780 км: без названия
- 780 км: без названия
- 780 км: Чуомугурдаах-Юрэгэ
- 780 км: Улэгир
- 818 км: Оручан
- 820 км: Ундюлюнг
- 834 км: Тарын-Юрях
- 835 км: Баханай
- 876 км: Мелти
- 890 км: Огоннёр-Юряге
- 898 км: Бас-Юрях
- 902 км: Делингдэ
- 918 км: Иннях
- 921 км: Кюндюдэй
- 942 км: Ус-Буолбут
- 948 км: без названия
- 954 км: без названия
- 954 км: Былахы
- 976 км: без названия
- 978 км: без названия
- 985 км: Линде
- 989 км: Ханнит
- 991 км: без названия
- 991 км: Ньиэгэ-Таас-Юрэгэ
- 1037 км: Мундалык
- 1046 км: без названия
- 1054 км: Кюнюй
- 1057 км: Лямпушка
- 1071 км: без названия
- 1072 км: Чынгырыкан
- 1075 км: без названия
- 1082 км: Крестээх
- 1084 км: без названия
- 1086 км: протока Кюнгкябир
  - 1086 км: Абасылах
  - 1086 км: Атырдьах
  - 1086 км: без названия
  - 1086 км: Дарбангда
  - 1086 км: Кюэнехтях-Юрях
  - 1086 км: Мыннийыкы
  - 1086 км: Сыалаах-Юрэх
  - 1086 км: Тымпылыкан
  - 1086 км: Уюлу
  - 1086 км: Уэс-Кёнё
- 1091 км: Бейберике
- 1102 км: Вилюй
- 1127 км: Долгая
- 1132 км: Лунгха
- 1139 км: Люнкюбэй
- 1145 км: Чанкыныр
- 1152 км: Диринг-Юрях
- 1157 км: Ситте
- 1157 км: Тюгюэне
- 1184 км: Ханнах
- 1247 км: Баламакан
- 1254 км: Нёгордах
- 1260 км: Ханчалы
- 1275 км: Кенкеме
- 1277 км: Белянка
- 1284 км: Сохтой-Юрях
- 1287 км: Ус-Юрях
- 1289 км: Туругу
- 1310 км: Батамай
- 1311 км: Алдан
- 1488 км: Суола
- 1526 км: Мыла
- 1528 км: Тамма
- 1565 км: Менда
- 1577 км: Лютенге
- 1598 км: Кирим
- 1609 км: Буотама
- 1716 км: Синяя
- 1820 км: Чомполо (лв)
- 1875 км: Туолба
- 1928 км: Марха
- 2009 км: Большая Русская
- 2044 км: Намана
- 2089 км: Олёкма
- 2178 км: Черендей
- 2160 км: Бирюк
- 2313 км: Мача
- 2321 км: Тиэрбэс
- 2323 км: Малый Патом
- 2328 км: Большой Кутикан
- 2334 км: Большой Патом
- 2334 км: Малая Каменка
- 2353 км: Половинка
- 2366 км: руч. Турукта
- 2366 км: Ура
- 2377 км: руч. Бол. Шумиха
- 2392 км: Улахан-Туостуур
- 2395 км: Дерба
- 2400 км: руч. Балаханнаах (Балаханнах)
- 2407 км: Турукта
- 2420 км: Нюя
- 2426 км: руч. Нуотарка
- 2437 км: Чикиян
- 2439 км: руч. Тарынг
- 2450 км: руч. Бёрёлёёх
- 2460 км: руч. Половинный
- 2466 км: Дабаан
- 2467 км: Калайка
- 2472 км: Большая Контайка
- 2476 км: Малая Ламги
- 2478 км: Большая Ламги
- 2489 км: Мурья
- 2489 км: Тарынг
- 2509 км: Иэнчик
- 2509 км: Мухтуйка
- 2525 км: руч. Сайылык
- 2528 км: Каменка
- 2535 км: Халаманда
- 2538 км: Средняя
- 2540 км: Большая
- 2555 км: Конёк (Сухие Коньки)
- 2582 км: Хамра
- 2594 км: руч. Каменка
- 2599 км: Пилка
- 2608 км: без названия
- 2615 км: Еловая
- 2616 км: руч. Курунг
- 2636 км: руч. Елань (Мал. Речка)
- 2638 км: Большая Речка
- 2646 км: Большая Студёнка
- 2662 км: Крестовка
- 2664 км: Сухой Ручей
- 2678 км: Дубовка
- 2679 км: Останина
- 2681 км: Виска
- 2690 км: Пеледуй
- 2707 км: Романовский Ключ
- 2714 км: без названия
- 2714 км: Витим
- 2740 км: Чуя
- 3017 км: Чая
- 3034 км: Чечуй
- 3050 км: Пилюда
- 3155 км: Киренга
- 3305 км: Большая Тира
- 3384 км: Таюра
- 3448 км: Якурим
- 3466 км: Кута (приток Лены)
- 3773 км: Илга
- 3812 км: Тутура
- 3980 км: Манзурка
- 4020 км: Иликта

## Инфраструктура и населённые пункты

### Судоходство

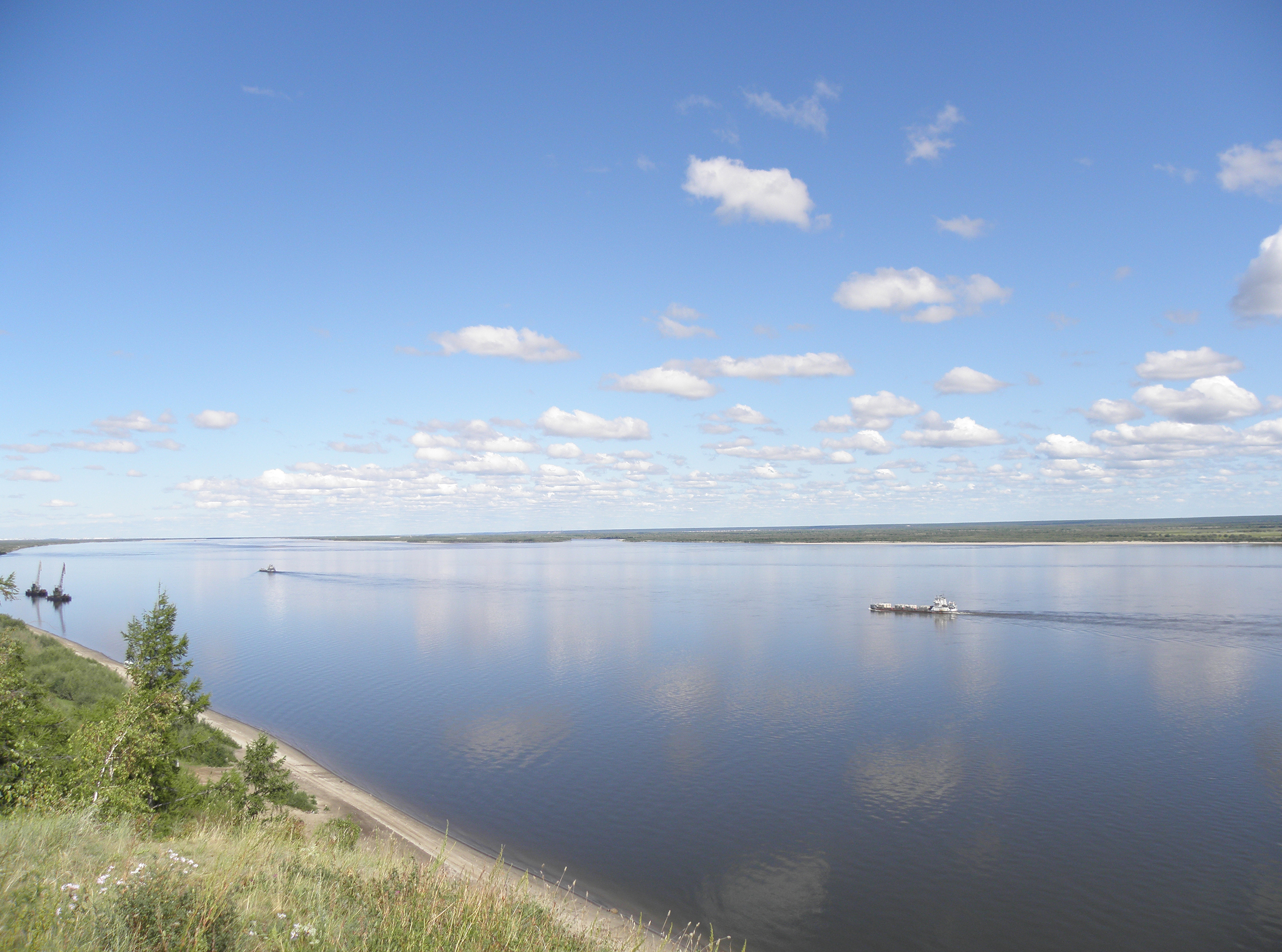
Река Лена — важная транспортная магистраль

Лена до нынешнего дня остаётся главной транспортной артерией Якутии, связывающей её районы с федеральной транспортной инфраструктурой. По Лене производится основная часть «северного завоза». Началом судоходства считается пристань Качуг, однако, от расположенного ниже по течению порта Осетрово к ней проходят лишь небольшие суда.
Навигационный период продолжается от 120 суток в низовье до 180 суток в верхах.
Основные порты на Лене (от истока к устью):
- Осетрово, г. Усть-Кут (3500 км от устья Лены; 3620 км от мыса Быков) — крупнейший речной порт в России и до открытия в 2019 году станции в Нижнем Бестяхе — единственный в Ленском бассейне, сообщающийся с железной дорогой; его называют «воротами на север».
- Киренск (3319 км от мыса Быков);
- Ленск (2648 км; 2665 км от мыса Быков) — грузовой порт на левом берегу, важный транспортный узел (от Ленска идёт автодорога до Мирного), в том числе обслуживает алмазодобывающую промышленность Мирного, за что получил название «ворота алмазного края»;
- Олёкминск (2258 км от мыса Быков);
- Покровск (1729 км от мыса Быков);
- Якутск (1530 км; 1638 км от мыса Быков) — играет основную роль в перевалке грузов, поступающих из порта Осетрово (г. Усть-Кут, ж/д станция Лена);
- Сангар (1314 км от мыса Быков)
- Тикси (0 км; морской порт моря Лаптевых).

Километраж населённых пунктов и других объектов ведется от мыса Быков 72°00′00″ с. ш. 129°07′01″ в. д..

#### Пассажирское скоростное судоходство
Между Усть-Кутом и Якутском действуют скоростные линии на СПК Полесье, Метеор, Ракета. Оператор скоростных линий — компания Ленатурфлот-С
- Усть-Кут — Киренск
- Киренск — Витим
- Витим — Пеледуй — Ленск
- Ленск — Олёкминск
- Якутск — Олёкминск
- Из Якутска на север

На 2017 год в порту Якутск работают СПК Метеор и 2 последних действующих СПК Ракета.

#### Пассажирское судоходство на водоизмещающих судах
На Лене до 2004 года действовала последняя в России транспортная линия на колёсных пароходах (пароход Гоголь в Архангельске работал и позднее, но это туристическая линия). В настоящее время два последних парохода находятся на берегу у п. Давыдово.
. На 2024 год действует транспортная линия Якутск — Тикси на теплоходе проекта 646 Механик Кулибин, оператор — Ленатурфлот. Действуют некоторые пригородные линии на судах ОМ и Москва разных операторов.
По маршруту Якутск — Нижний Бестях активное движение автомобильных паромов и СВП Хивус.
Крупнейшие порты притоков Лены: Бодайбо на 292 км от устья реки Витим, Хандыга на 456 км, Джебарики-Хая на 511 км от устья реки Алдан.

#### Круизное судоходство
С конца 1980-х на Лене работают два круизных теплохода проекта Q-065. Они ходят по линиям Якутск — Ленские столбы, Якутск — Тикси, Якутск — Ленские щёки. В 2017 году теплоход Демьян Бедный впервые поднялся выше Киренска до деревни Красноярово. В 1998—2013 годах теплоходом Михаил Светлов владело ЗАО «Гостиницы АЛРОСА», а «Демьяном Бедным» — «Ленатурфлот» и между двумя теплоходами была некоторая конкуренция. В 2013 году Михаил Светлов был продан Ленатурфлоту, и сейчас эта компания является оператором круизов по Лене.

### Мосты
От истока к устью:
- В поселке Качуг располагается автомобильный мост.
- В 2009 году на автодороге «Иркутск — Жигалово» в районе деревни Пономарёва (Иркутская область) было завершено строительство моста через Лену, взамен устаревшего понтонного моста.
- В Жигаловском районе между посёлками Жигалово и Тутура на автодороге «Жигалово — Магистральный» действует понтонный автомобильный мост.
- Железнодорожный мост в Усть-Куте (Иркутской области, на западном участке Байкало-Амурской магистрали) был сдан в 1975 году
- Автомобильный мост в Усть-Куте был сдан в 1989 году.

Ниже по течению, по состоянию на 2014 год, мосты отсутствуют. На населённых территориях для переправы через реку используются паромы (летом) либо зимники (зимой). В Якутии планируется строительство совмещённого железнодорожно-автомобильного моста через Лену длиной 3,2 км в рамках строительства Амуро-Якутской железнодорожной магистрали.
5 сентября 2023 года президент России В. В. Путин в режиме видеоконференции провёл совещание по вопросам реализации программы развития дальневосточных городов — Анадыря, Магадана и Якутска, в ходе которого распорядился начать строительство Ленского моста, для соединения федеральных автодорог «Лена» и «Колыма» с автотрассой «Вилюй».

### Населённые пункты
Берега Лены заселены очень слабо. За исключением подходов к Якутску, где плотность населения относительно высока, расстояния между соседними населёнными пунктами могут достигать сотен километров, занятых глухой тайгой. Часто встречаются брошенные деревни, иногда — временные вахтовые посёлки.
На Лене расположены 6 городов (от истока к устью):
- Усть-Кут;
- Киренск — старейший город на Лене, основан в 1630 году;
- Ленск;
- Олёкминск;
- Покровск;
- Якутск — крупнейший населённый пункт на Лене, основан в 1632 году. При численности населения 378 тыс. чел. является также и крупнейшим городом северо-востока России;

Два исторических населённых пункта:
- Соттинцы (Огородтах) — Ленский историко-архитектурный музей-заповедник «Дружба»; место первоначального основания города Якутска.
- Жиганск — основан в 1632 году. В 1783—1805 гг. — уездный город.

## Ихтиофауна
Лена обеспечивает 46,6 % общей добычи рыбы в Якутии. В водах реки добываются осётр, стерлядь, нельма и омуль.

## Лена в культуре
В Олёкминске на набережной реки установлена скульптура «Красавица Лена», символизирующая эту реку.
По версии Ольги Ульяновой Владимир Ульянов взял свой псевдоним Ленин в честь реки Лены.

## Галерея

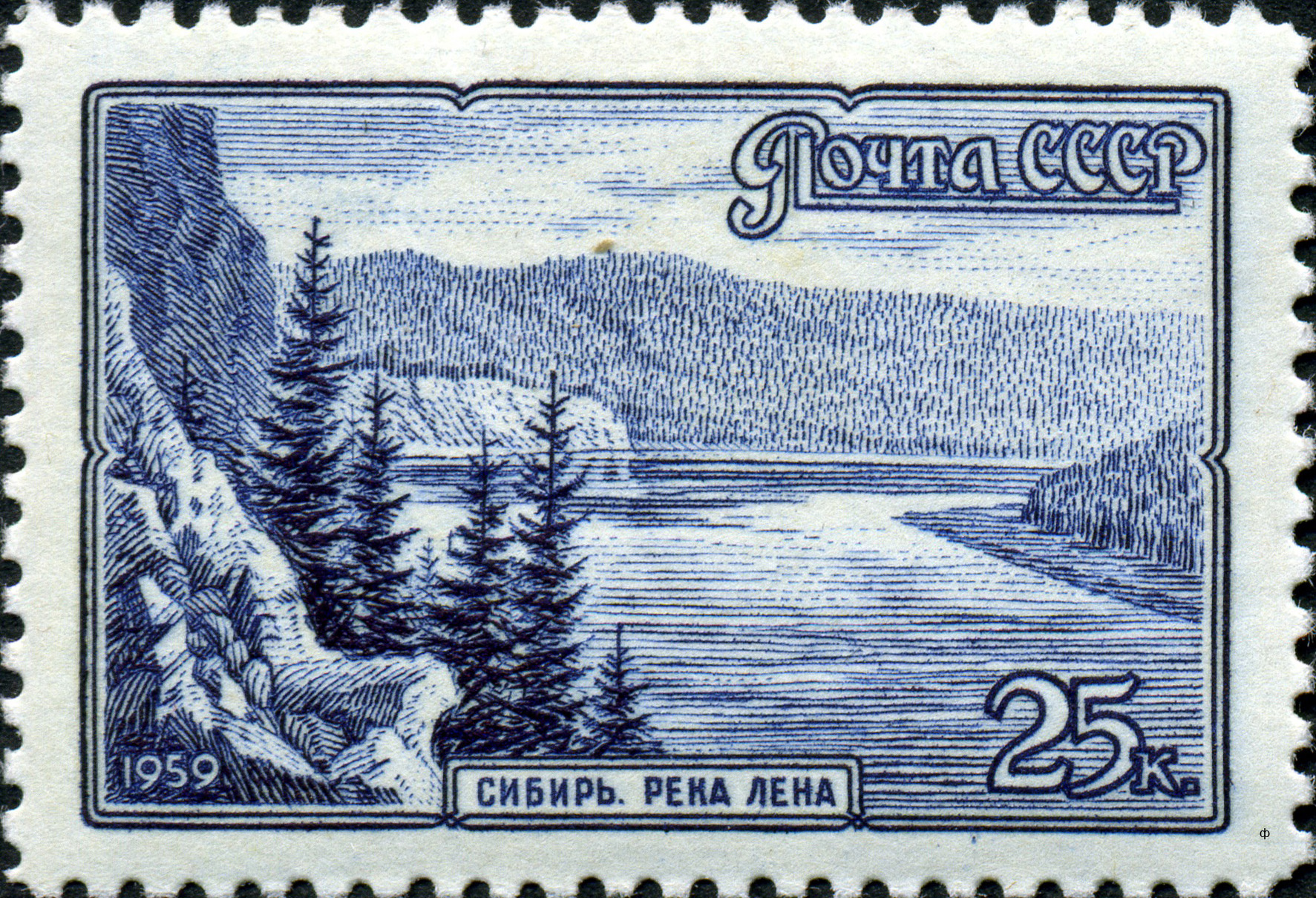
Почтовая марка СССР: Сибирь. Река Лена
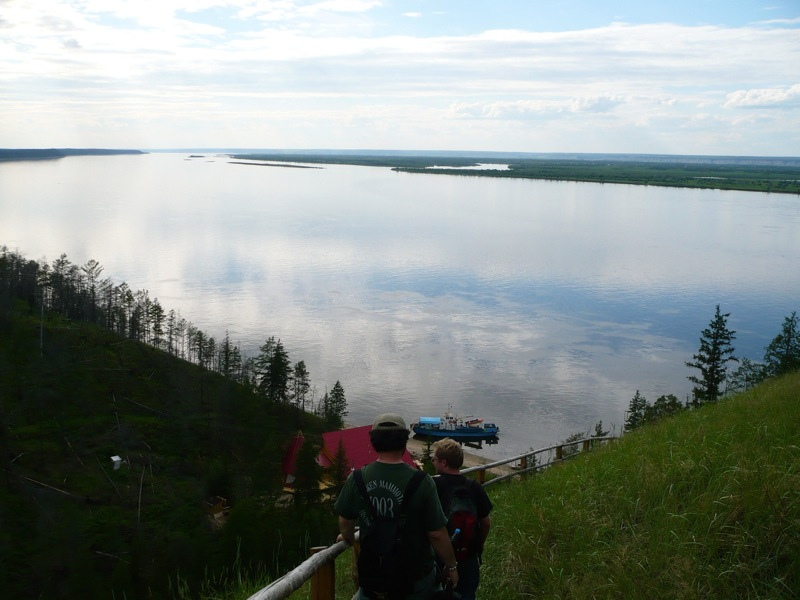
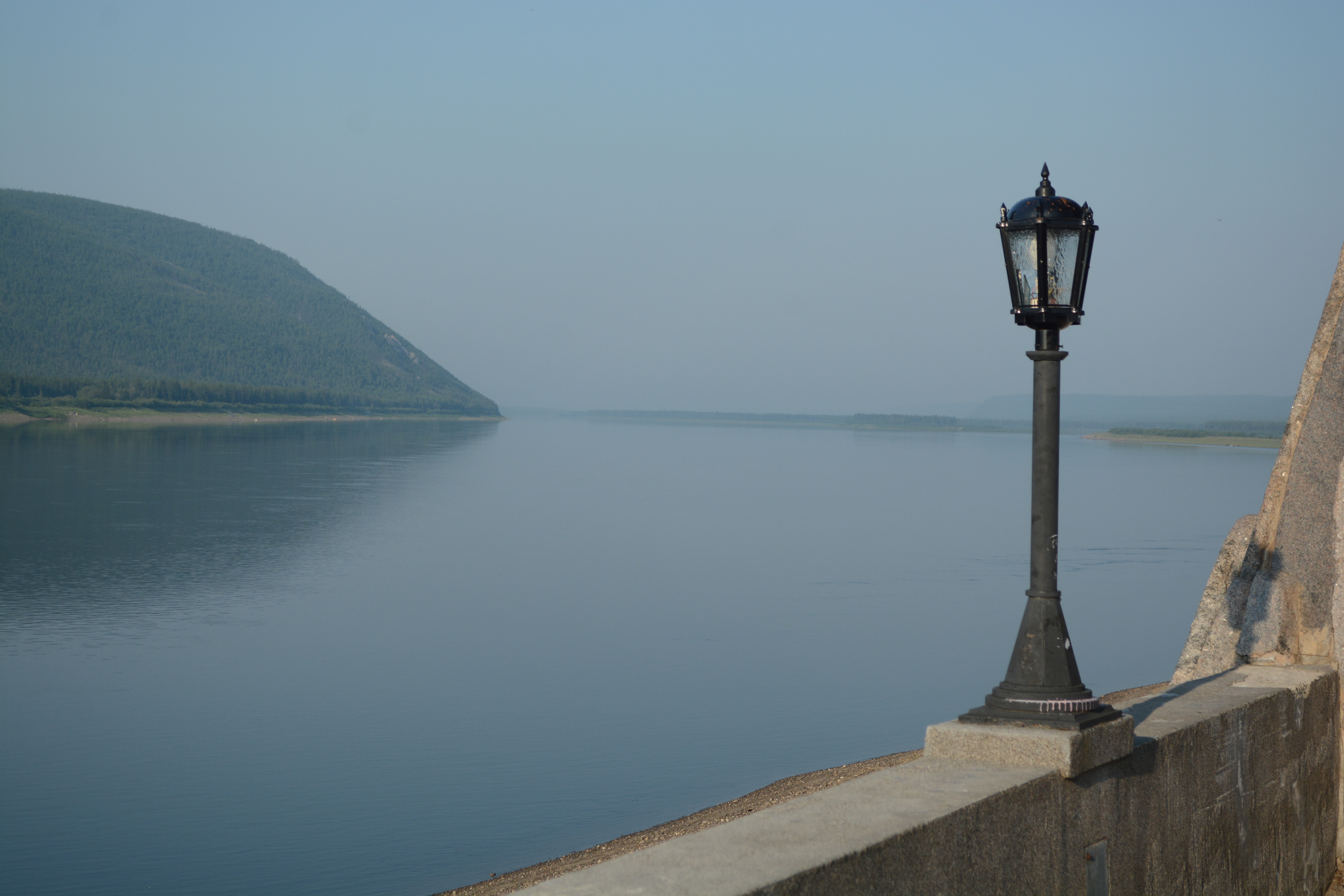
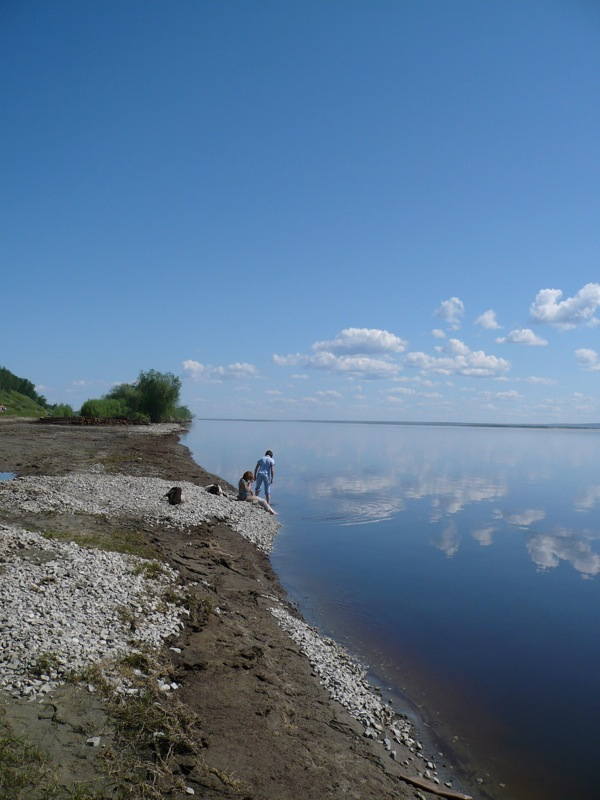
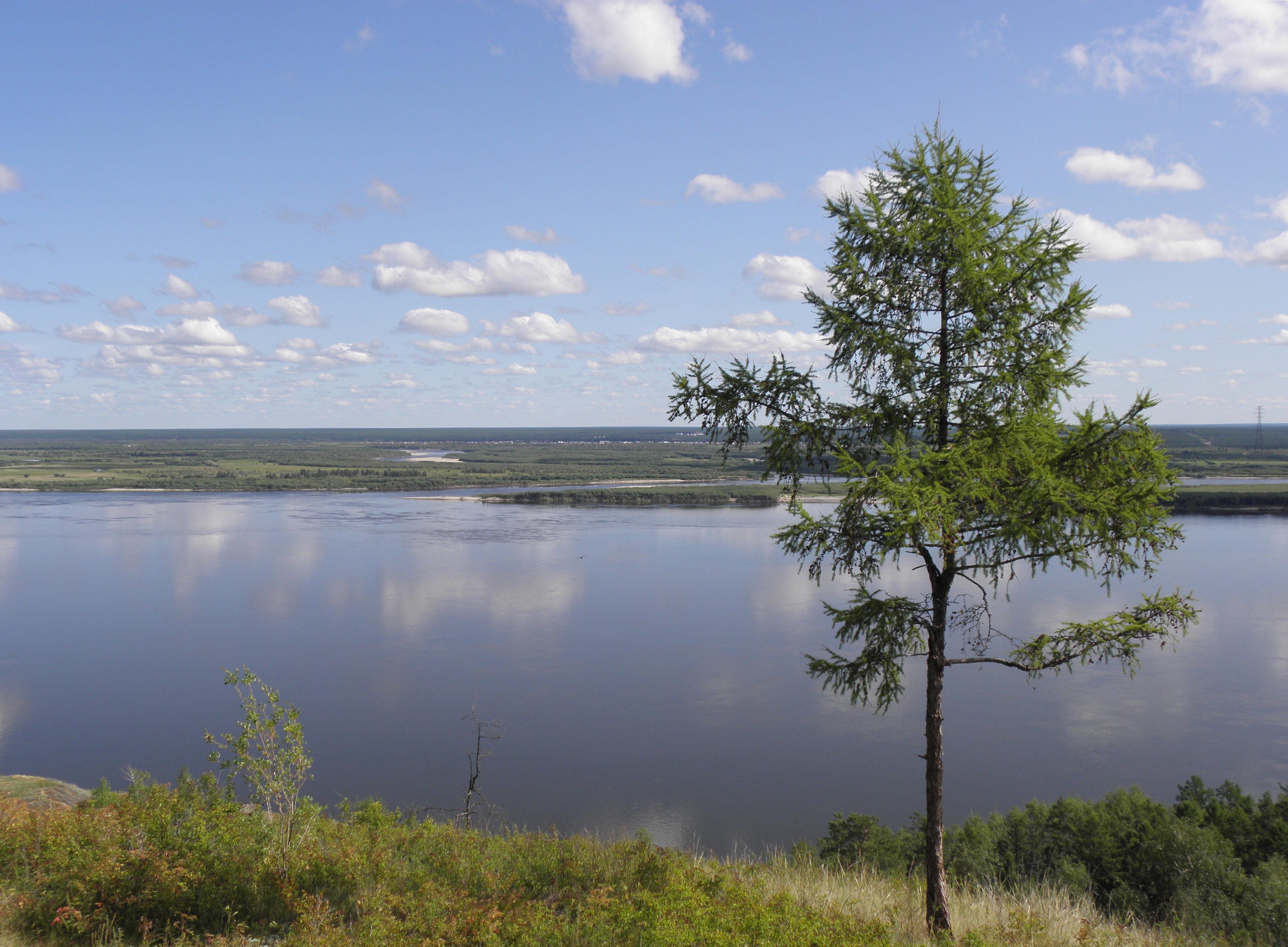
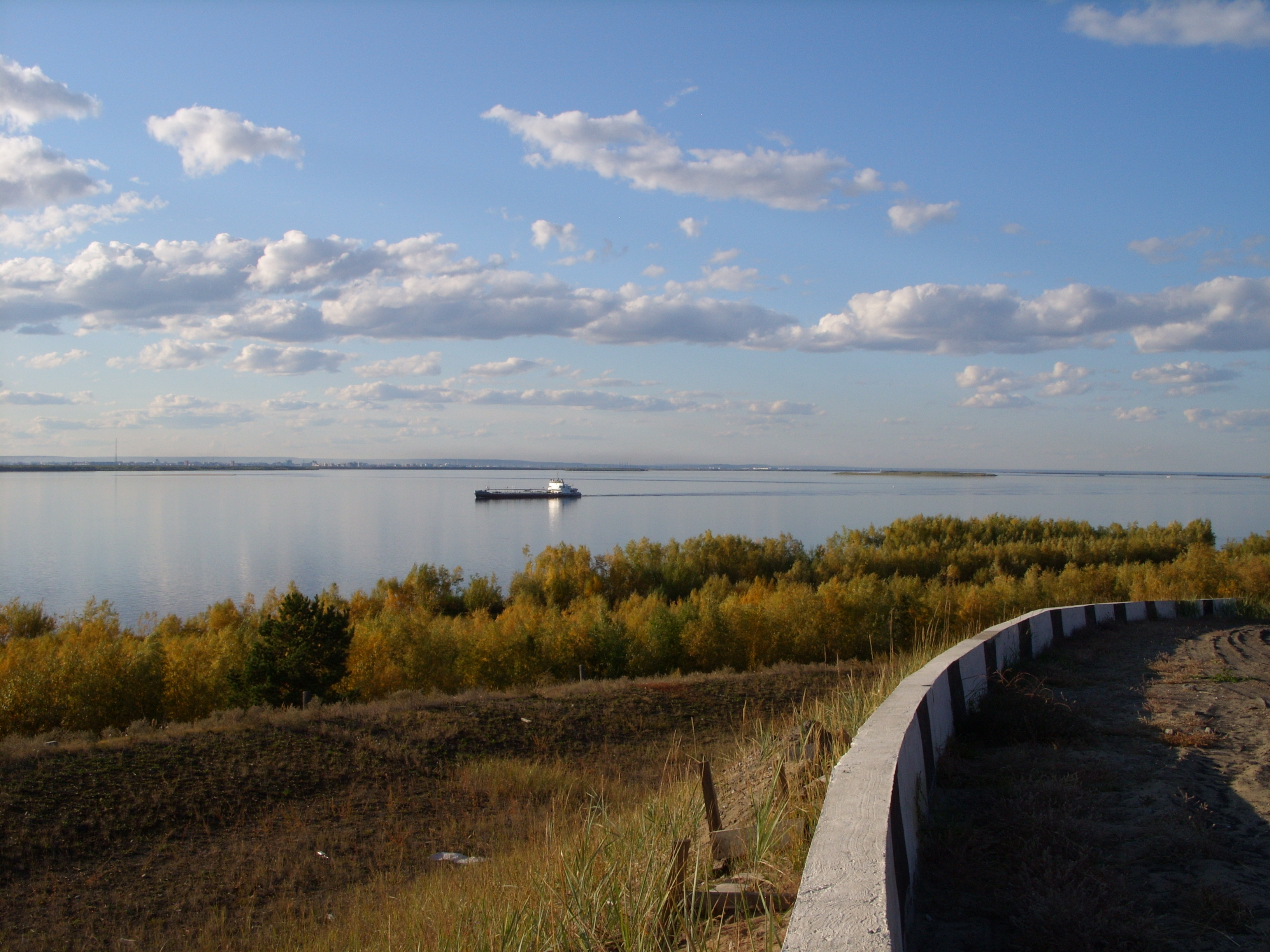
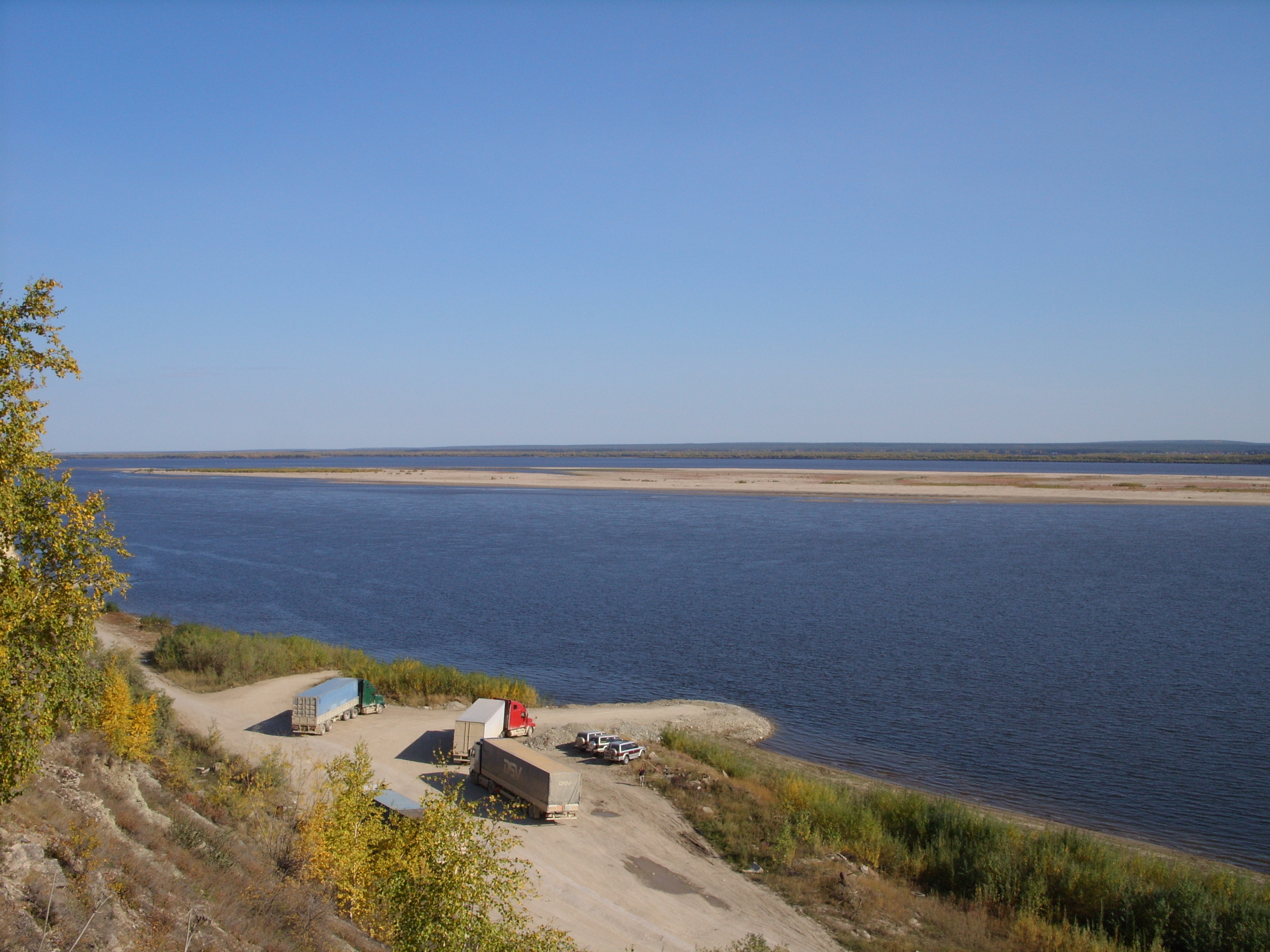
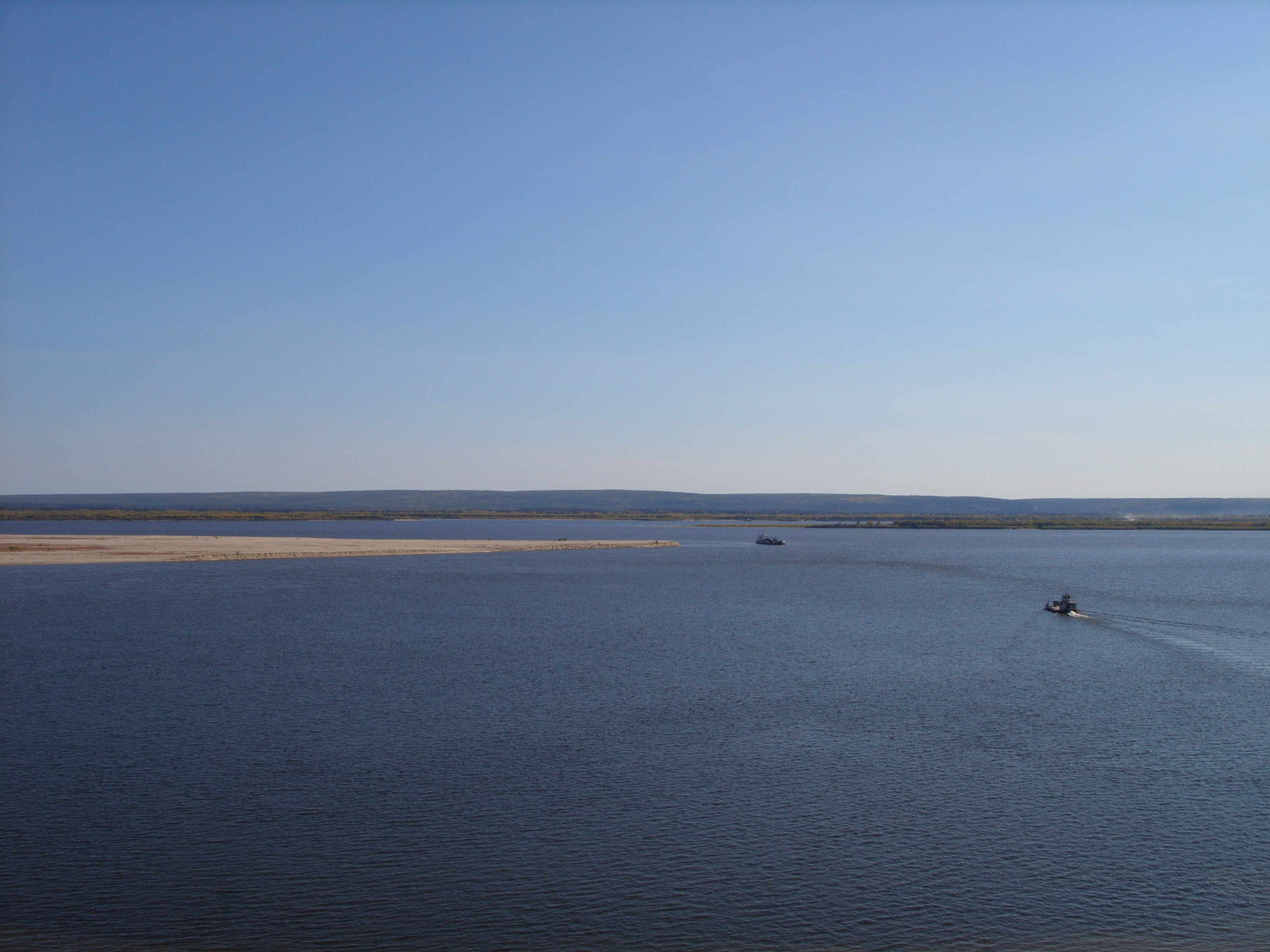
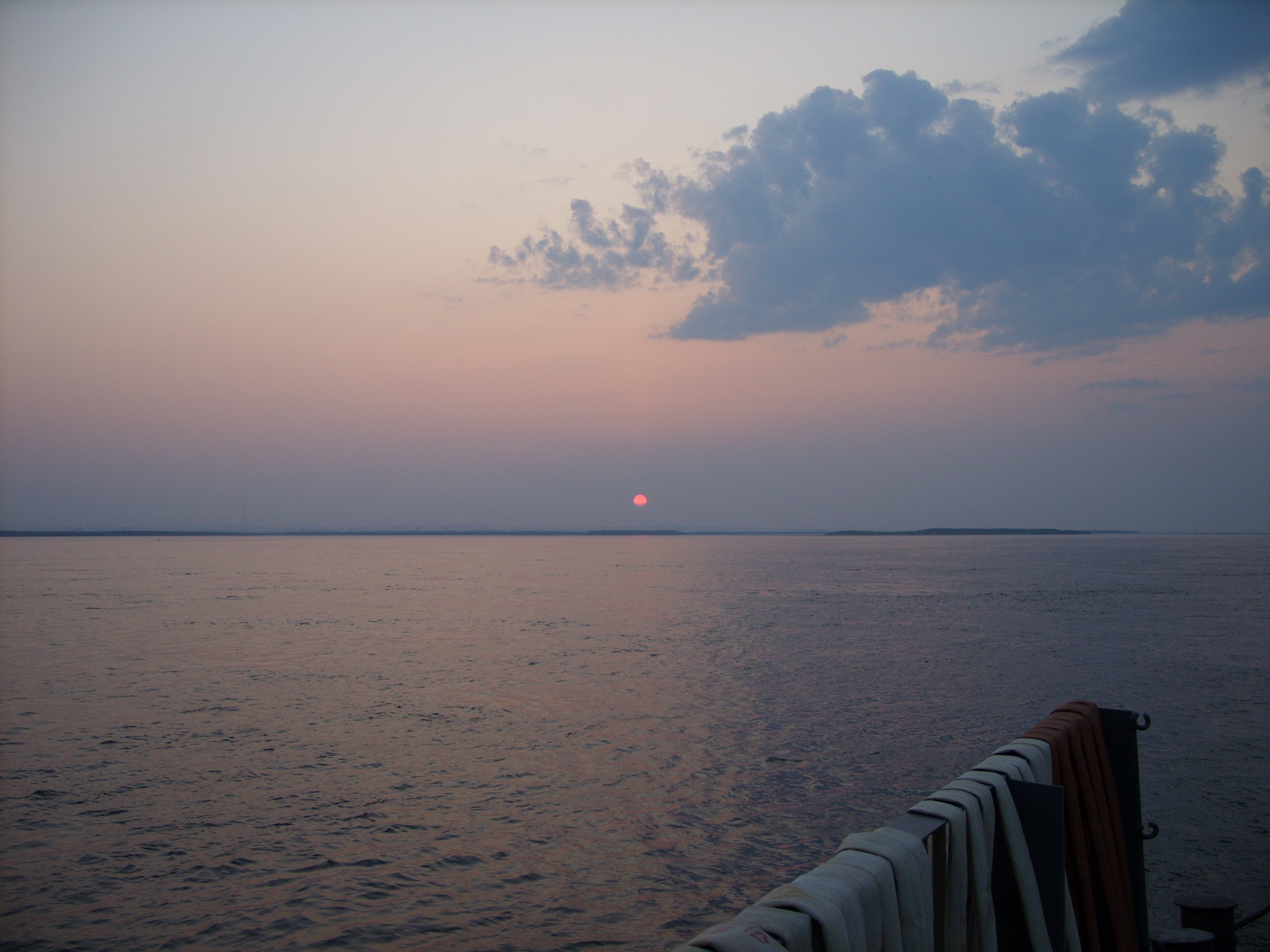
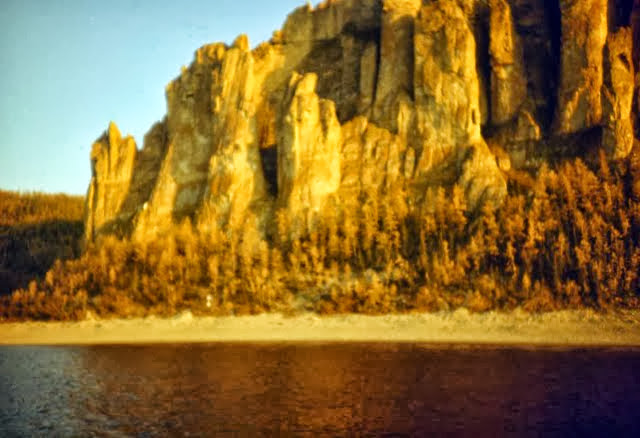
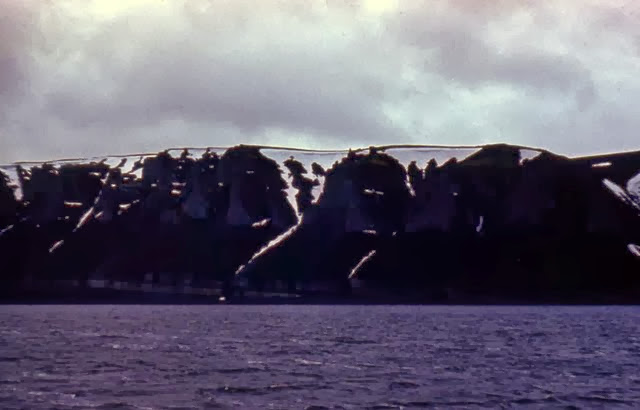
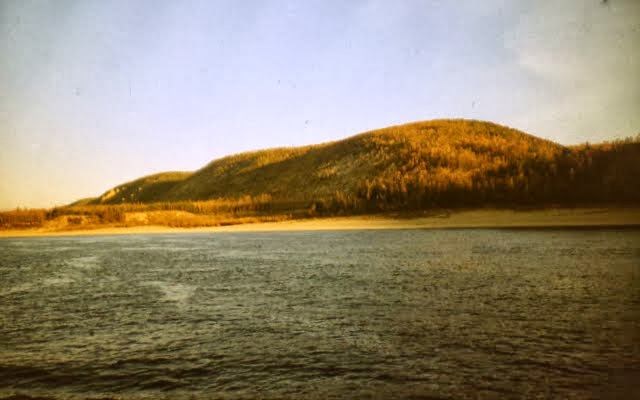
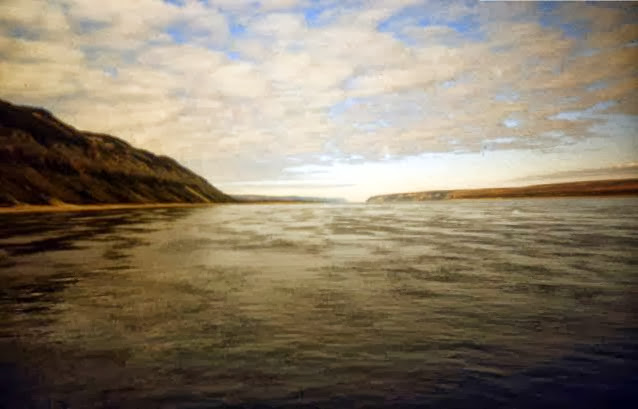
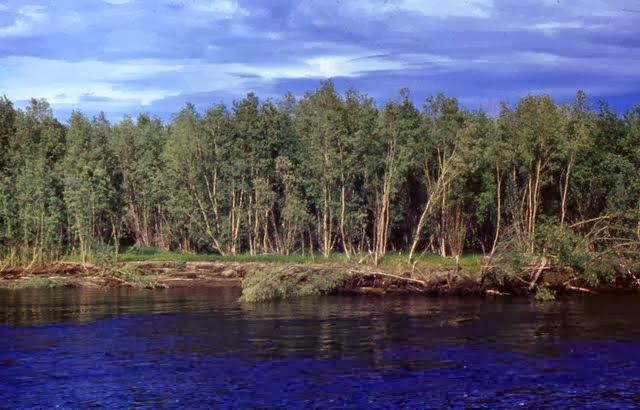
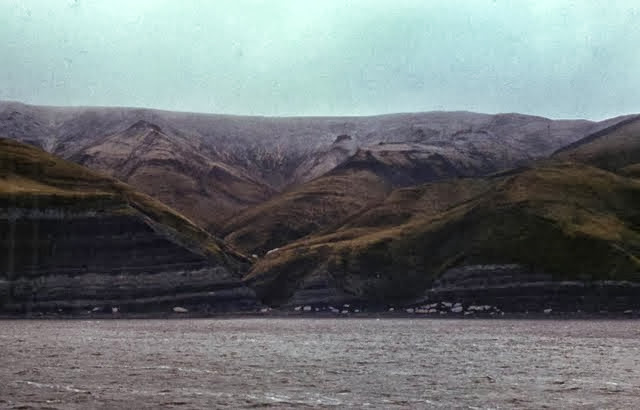
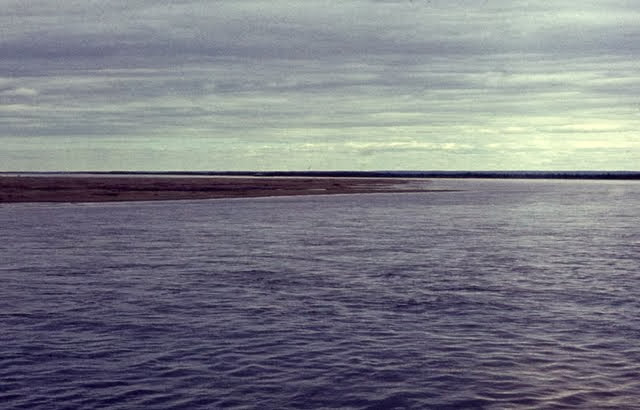